# Эктогенез

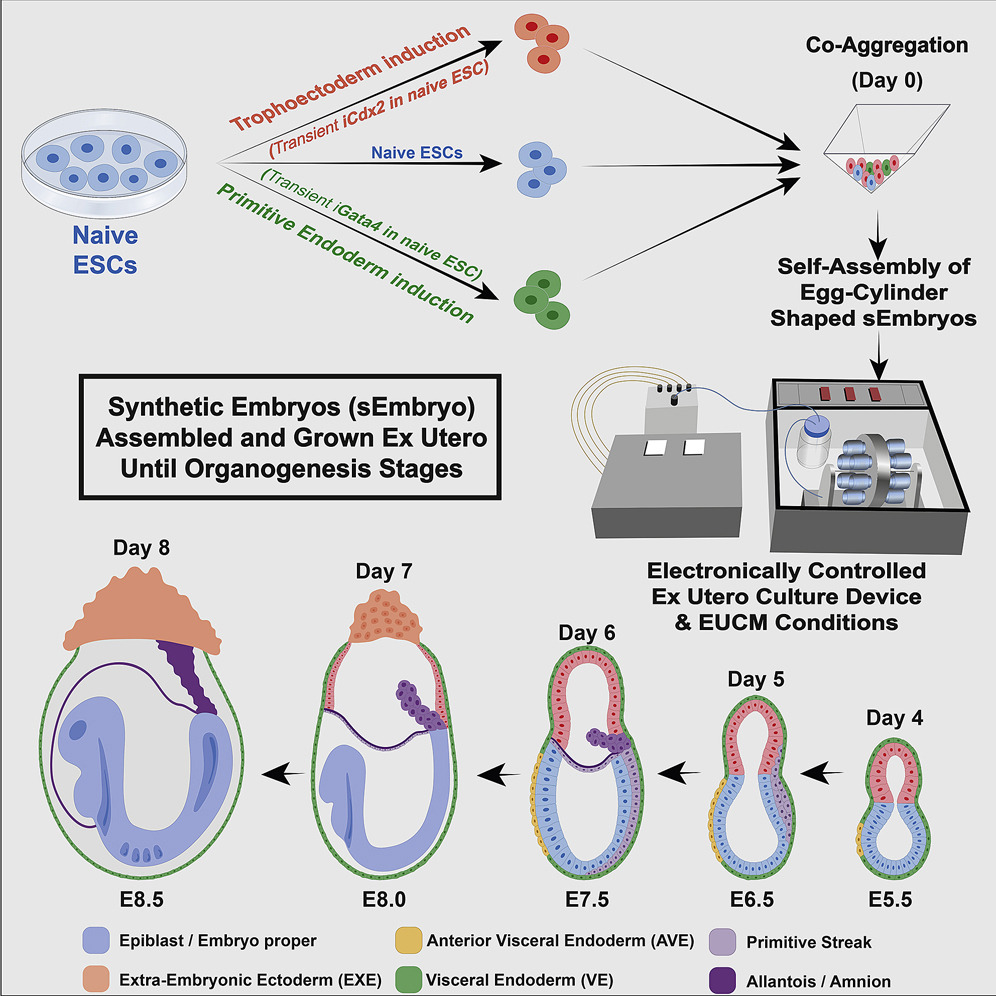
Синтетические эмбрионы после гаструляции

Эктогенез (от греч. ἐκτός — внешний и genesis — происхождение, развитие), в противоположность автогенезу — общее название тех направлений эволюционной теории, которые рассматривают эволюцию органического мира как процесс, происходящий под влиянием непосредственного контактного действия внешних условий на основе адекватного наследования вызванных действием внешних условий соматических изменений.
К эктогенетическим эволюционным теориям относятся механический ламаркизм (где Жан-Батист Пьер Антуан де Моне, шевалье де Ламарк объединил эктогенез с противоположной идеалистической концепцией развития живых организмов), механический ортогенез (концепция в эволюционном учении, утверждающая, что развитие живой природы обусловлено внутренними причинами, направляющими ход эволюции по определённому маршруту) и жоффруизм (утверждающий, что причина эволюции — в целесообразных и наследуемых реакциях зародышей организмов на изменения среды обитания).